# Albert G. Porter

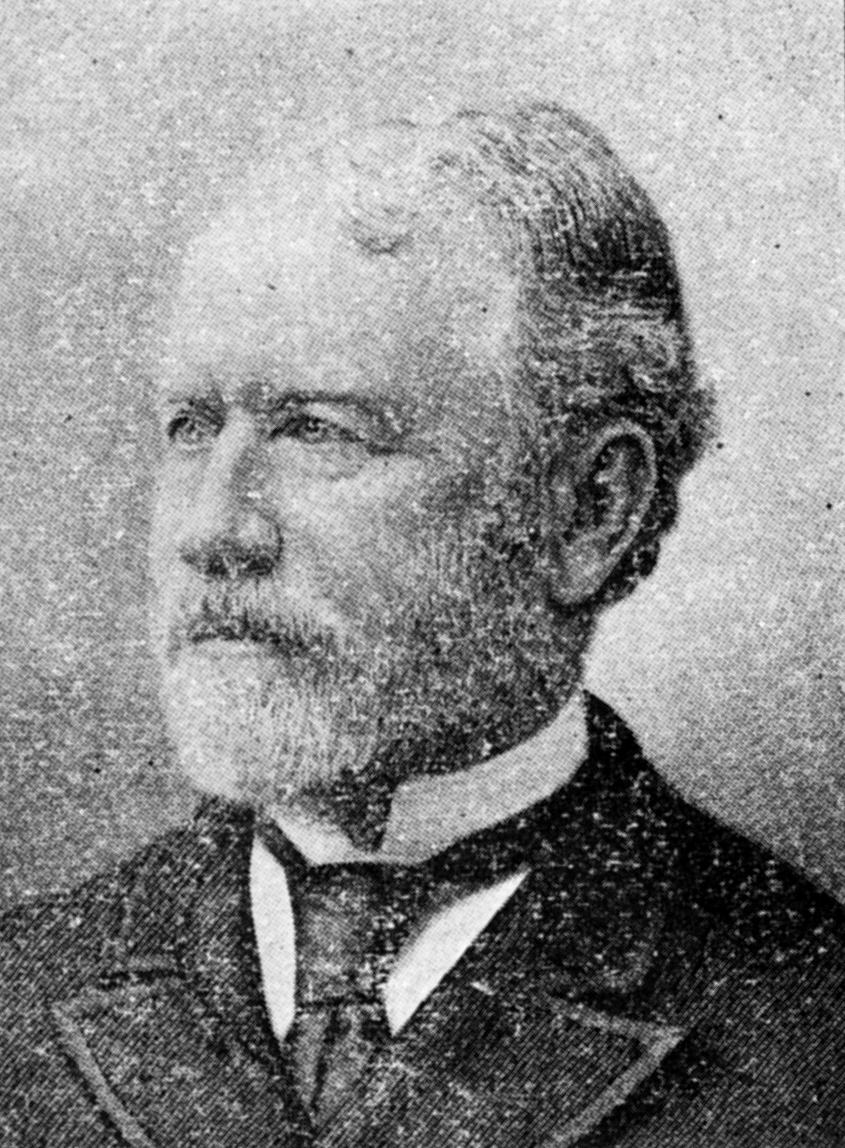
Albert Porter

Albert Gallatin Porter (* 20. April 1824 in Lawrenceburg, Dearborn County, Indiana; † 3. Mai 1897 in Indianapolis, Indiana) war ein US-amerikanischer Politiker und zwischen 1885 und 1889 der 19. Gouverneur des Bundesstaates Indiana.

## Frühe Jahre und politischer Aufstieg
Albert Porter besuchte das Hanover College und studierte dann bis 1843 an der DePauw University. Im gleichen Jahr zog er nach Greencastle, wo er Jura studierte und 1845 als Rechtsanwalt zugelassen wurde. Danach begann er in Indianapolis in seinem neuen Beruf zu praktizieren. Zwischen 1851 und 1853 war Porter Prozessanwalt der Stadt Indianapolis; von 1853 bis 1857 war er als Protokollführer am Supreme Court of Indiana angestellt. Von 1857 bis 1859 saß er außerdem im Stadtrat von Indianapolis.
Ursprünglich war Porter Mitglied der Demokratischen Partei, aber aus Verärgerung über deren Haltung in der Frage der Sklaverei trat er 1858 zu den Republikanern über. Zwischen 1859 und 1863 war Porter Abgeordneter im US-Repräsentantenhaus in Washington. Dort erlebte er den Ausbruch des Bürgerkrieges. Nach dem Ausscheiden aus dem Kongress war er wieder als Anwalt tätig. Im Jahr 1878 kehrte er als Revisor (Comptroller) im US-Finanzministerium auf die politische Bühne zurück. Dieses Amt übte er bis 1880 aus. Im Jahr 1880 wurde er mit 49,2 Prozent der Stimmen gegen den Demokraten Franklin Landers zum neuen Gouverneur von Indiana gewählt. Er löste am 10. Januar 1881 Isaac P. Gray ab, der selbst erst wenige Wochen als Gouverneur amtiert hatte. Gray sollte im Jahr 1885 auch sein Nachfolger werden.

## Gouverneur von Indiana
In seiner vierjährigen Amtszeit legte er großen Wert auf die Gesundheitspolitik. Damals wurde der Gesundheitsausschuss des Staates Indiana geschaffen. Darüber hinaus entstanden im ganzen Land weitere Krankenhäuser für geistig Behinderte. Durch die Trockenlegung von Sümpfen konnte wertvolles Land gewonnen werden.
Nach seiner Amtszeit war er wieder als Anwalt tätig. Zwischen 1889 und 1892 war er als Nachfolger von John B. Stallo US-Botschafter in Italien. Danach zog er sich in das Privatleben zurück. Er starb 1897 nach längerer Krankheit. Albert Porter war zweimal verheiratet und hatte insgesamt vier Kinder.